# Maurice de Savoie
Maurice de Savoie (né à Turin le 10 janvier 1593 et mort à Turin le 4 octobre 1657) est le fils de Charles-Emmanuel Ier, duc de Savoie et prince de Piémont, et de Catherine-Michelle d'Espagne.

## Biographie
Destiné dès son plus jeune âge à être ecclésiastique, le pape Paul V le crée cardinal alors qu'il est âgé de 14 ans.
Abbé d'Aulps de 1618 à 1642, il devient aussi le 4 juin 1627 abbé de l'Abbaye d'Abondance.
Entre 1623 et 1627, quittant Turin, le prince est à Rome, installé au palais Taverna (palazzo Orsini da Monte Giordano) et y mène une vie marquée par la libéralité et l'amour des arts ; il passe de nombreuses commandes auprès d'artistes.
En 1631, Maurice de Savoie est envoyé en France par Victor-Amédée Ier de Savoie pour négocier auprès du roi l'éclaircissement de quelques articles du traité de Querasque.
En 1637, à la mort de son frère aîné Victor-Amédée Ier, il revendique avec son frère Thomas la régence du duché contre la veuve Christine de France, mais le soutien de la France confirma Christine comme régente.
Il renonce au clergé en 1642 et devient prince d'Oneille (1642), puis marquis de Berzezio (1648). Il épouse à Sospel le 29 septembre 1642 sa nièce Louise-Christine de Savoie (1629 † 1692), fille de Victor-Amédée Ier et de Christine de France. Ils n'ont pas eu d'enfants.

## Titres
Prince du sang, prince d'Oneille, comte de Barcelone, chevalier de l'Ordre de l'Annonciade et lieutenant général de SAR au comté de Nice.

## Sources et références
1. ↑  Jorge Morales, « Le prince-cardinal Maurice de Savoie et les arts. Une esthétisation de l’identité nobiliaire au palais Orsini de Montegiordano à Rome », in : Seizième siècle, 12, 2016, p. 288, note 86 — [PDF] sur Academia.
2. ↑  Samuel Guichenon, Histoire généalogique de la royale maison de Savoie, Tome III, page 1029.